# Księgowy
Księgowy (buchalter) - pracownik działu księgowości, osoba zajmująca się wszelkimi czynnościami związanymi z prowadzeniem ksiąg rachunkowych podmiotów gospodarczych. 
Do zadań księgowego należy m.in. ewidencjonowanie zdarzeń gospodarczych dla potrzeb wewnętrznych (informowanie kierownictwa jednostki o stanie firmy) oraz zewnętrznych (rozliczenia podatkowe i statystyczne) oraz obliczanie i rozliczanie zobowiązań podatkowych przedsiębiorstwa.
Księgowy certyfikowany (w starym rozumieniu przed deregulacją zawodu w 2014) to podmiot, który: 
- ma pełną zdolność do czynności cywilnoprawnych
- korzysta w pełni z praw publicznych
- nie został skazany za przestępstwo przeciwko wiarygodności dokumentów, mieniu, obrotowi gospodarczemu, obrotowi pieniędzmi i papierami wartościowymi, za przestępstwo skarbowe

To obowiązkowe wytyczne, które muszą zostać spełnione dodatkowo musi spełniać jedno z wybranych kryteriów
- odbył trzyletnią letnią praktykę w księgowości, ma wykształcenie wyższe magisterskie uzyskane na kierunku rachunkowość lub innym kierunku ekonomicznym o specjalności rachunkowość
- odbył trzyletnią praktykę w księgowości i ma wykształcenie magisterskie lub równorzędne oraz ukończył studia podyplomowe z zakresu rachunkowości
- ma dwuletnią praktykę w księgowości i wykształcenie minimum średnie oraz zdał egzamin sprawdzający kwalifikacje osób ubiegających się o certyfikat księgowy